# Vejti, Baranya
Vejti este un sat în districtul Sellye, județul Baranya, Ungaria, având o populație de 169 de locuitori (2011). 

## Demografie
Componența etnică a satului Vejti
     Maghiari (87,83%)
     Romi (12,17%)
Componența confesională a satului Vejti
     Reformați (29,59%)
     Fără religie (9,47%)
     Necunoscută (60,95%)
Conform recensământului din 2011, satul Vejti avea 169 de locuitori. Din punct de vedere etnic, majoritatea locuitorilor (87,83%) erau maghiari, cu o minoritate de romi (12,17%). Nu există o religie majoritară, locuitorii fiind reformați (29,59%) și persoane fără religie (9,47%). Pentru 60,95% din locuitori nu este cunoscută apartenența confesională.